# Redostowo
Redostowo [rɛdɔsˈtɔvɔ] (tiếng Đức: Retztow) là một ngôi làng thuộc khu hành chính của Gmina Osina, thuộc hạt Goleniów, West Pomeranian Voivodeship, ở phía tây bắc Ba Lan. Nó nằm khoảng 4 kilômét (2 mi)   phía tây bắc Osina, 15 km (9 mi) về phía đông bắc của Goleniów và 36 km (22 mi) về phía đông bắc của thủ đô khu vực Szczecin.
Trước năm 1945, khu vực này là một phần của Đức. Đối với lịch sử của khu vực, xem Lịch sử của Pomerania.
Ngôi làng có dân số 150 người.